# (3224) Irkutsk
(3224) Irkutsk es un asteroide perteneciente al cinturón de asteroides, descubierto el 11 de septiembre de 1977 por Nikolái Stepánovich Chernyj desde el Observatorio Astrofísico de Crimea (República de Crimea).

## Designación y nombre
Designado provisionalmente como 1977 RL6. Fue nombrado Irkutsk en homenaje a la ciudad rusa Irkutsk.